# قتل عن طريق التسلسل (فلم)
قتل عن طريق التسلسل فيلم سوري من إنتاج 1982 م من إخراج محمد شاهين ومدته 110 دقيقة وهو فيلم ملون من بطولة : 
1. منى واصف
2. رفيق سبيعي
3. نادين خوري
4. عباس النوري.[1]

## وصلات خارجية
- قتل عن طريق التسلسل على موقع قاعدة بيانات الأفلام العربية